# Lijst van vlaggen van Bosnische deelgebieden
Dit artikel bevat een lijst van vlaggen van Bosnische deelgebieden. Bosnië en Herzegovina bestaat uit twee entiteiten: de Federatie van Bosnië en Herzegovina en de Servische Republiek. Daarnaast heeft het land een federaal district (Brčko). De Servische Republiek heeft haar eigen vlag. De Federatie van Bosnië en Herzegovina had tot 2007 ook een eigen vlag, maar deze werd geschrapt conform een uitspraak van het Grondwettelijk Hof. De Federatie van Bosnië en Herzegovina bestaat uit tien kantons, die ook elk een eigen vlag hebben (twee kantons hebben dezelfde vlag; zie hieronder). De Servische Republiek bestaat uit zeven regio's; zij hebben geen eigen vlag. Brčko en de Federatie van Bosnië en Herzegovina gebruiken de nationale vlag van Bosnië en Herzegovina.

## Vlaggen van entiteiten van Bosnië en Herzegovina
| Kaart | Entiteit                            | Vlag | Artikel over de vlag                            | Ratio | Ingebruikname                                                  |
| ----- | ----------------------------------- | ---- | ----------------------------------------------- | ----- | -------------------------------------------------------------- |
|       | Federatie van Bosnië en Herzegovina |      | Vlag van de Federatie van Bosnië en Herzegovina | 3:5   | 5 november 1996 sinds 14 juni 2007 gebruikt het nationale vlag |
|       | Servische Republiek                 |      | Vlag van de Servische Republiek                 | 3:5   | 24 november 1992                                               |

## Vlaggen van kantons van de Federatie van Bosnië en Herzegovina
| Kaart | Kanton              | Vlag | Artikel over de vlag         | Ratio | Ingebruikname    |
| ----- | ------------------- | ---- | ---------------------------- | ----- | ---------------- |
|       | Bosnisch Podrinje   |      | Vlag van Bosnisch Podrinje   | 1:2   | 15 november 2001 |
|       | Centraal-Bosnië     |      | Vlag van Centraal-Bosnië     | 1:2   | 2002             |
|       | Herzegovina-Neretva |      | Vlag van Herzegovina-Neretva | 3:5   | 7 oktober 2004   |
|       | Posavina            |      | Vlag van Posavina            | 1:2   | 12 april 2000    |
|       | Sarajevo            |      | Vlag van het Kanton Sarajevo | 3:5   | 28 april 1999    |
|       | Tuzla               |      | Vlag van Tuzla               | 1:2   | 31 december 1999 |
|       | Una-Sana            |      | Vlag van Una-Sana            | 1:2   | 9 mei 2000       |
|       | Kanton 10           |      | Vlag van Kanton 10           | 1:2   | 26 maart 1996    |
|       | West-Herzegovina    |      | Vlag van West-Herzegovina    | 1:2   | 26 maart 1996    |
|       | Zenica-Doboj        |      | Vlag van Zenica-Doboj        | 1:2   | 21 juni 2000     |

Albanië · Andorra · Argentinië · Australië · Bahrein · België · Bolivia · Bosnië en Herzegovina · Brazilië · Bulgarije · Canada · Chili · China · Colombia · Comoren · Costa Rica · Denemarken · Dominicaanse Republiek · Duitsland · Ecuador · Egypte · El Salvador · Estland · Ethiopië · Filipijnen · Finland · Frankrijk · Gabon · Georgië · Ghana · Griekenland · Guatemala · Guyana · Honduras · Hongarije · Ierland · India · Indonesië · Irak · Italië · Japan · Kazachstan · Kenia · Kirgizië · Koeweit · Kroatië · Liberia · Litouwen · Maleisië · Marshalleilanden · Mexico · Micronesië · Moldavië · Mongolië · Myanmar · Nederland · Nicaragua · Nieuw-Zeeland · Nigeria · Noorwegen · Oeganda · Oekraïne · Oostenrijk · Pakistan · Palau · Panama · Papoea-Nieuw-Guinea · Paraguay · Peru · Polen · Portugal · Roemenië · Rusland · Salomonseilanden · Sao Tomé en Principe · Servië · Slowakije · Soedan · Somalië · Spanje · Sri Lanka · Suriname · Tanzania · Thailand · Tsjechië · Uruguay · Vanuatu · Venezuela · Verenigd Koninkrijk · Verenigde Arabische Emiraten · Verenigde Staten · Wit-Rusland · Zuid-Afrika · Zuid-Korea · Zuid-Soedan · Zweden · Zwitserland
Historisch: Joegoslavië · Oostenrijk-Hongarije · Sovjet-Unie
Zie ook: Vlaggenlijsten per land · Vlaggen van afhankelijke gebieden · Vlaggen van gemeenten (per land)